# 鹊桥仙
鹊桥仙，词牌名。亦称《鹊桥仙令》、《金风玉露相逢曲》、《广寒秋》。最初是咏牛郎织女在七夕藉鹊桥相会故事的，因欧阳修的“鹊迎桥路接天津”得名。
双调五十六字，前后阕各两仄韵，一韵到底。前后句首两句要求对仗。

## 词牌格式
註：
平表示平聲，
仄表示仄聲，
仄表示本仄可平，
平表示本平可仄，粗體表示韻腳。
平平仄仄，平平仄仄，仄仄平平仄仄。平平仄仄仄平平，仄仄仄、平平仄仄。

平平仄仄，平平仄仄，仄仄平平仄仄。 平平仄仄仄平平，仄仄仄、平平仄仄。

## 例词
秦观
纤云弄巧，飞星传恨，银汉迢迢暗度。金风玉露一相逢，便胜却人间无数。
柔情似水，佳期如梦，忍顾鹊桥归路。两情若是久长时，又岂在朝朝暮暮。
辛棄疾
　
溪邊白鷺，來吾告汝：溪裡魚兒堪數。主人憐汝汝憐魚，要物我欣然一處。
白沙遠浦，青泥別渚，剩有蝦跳鰍舞。任君飛去飽時來，看頭上風吹一縷。
陸游
　
一竿風月，一蓑煙雨，家在釣台西住。賣魚生怕近城門，況肯到紅塵深處？
潮生理棹，潮平系纜，潮落浩歌歸去。時人錯把比嚴光，我自是無名漁父。